# Апл-Валли (аэропорт)

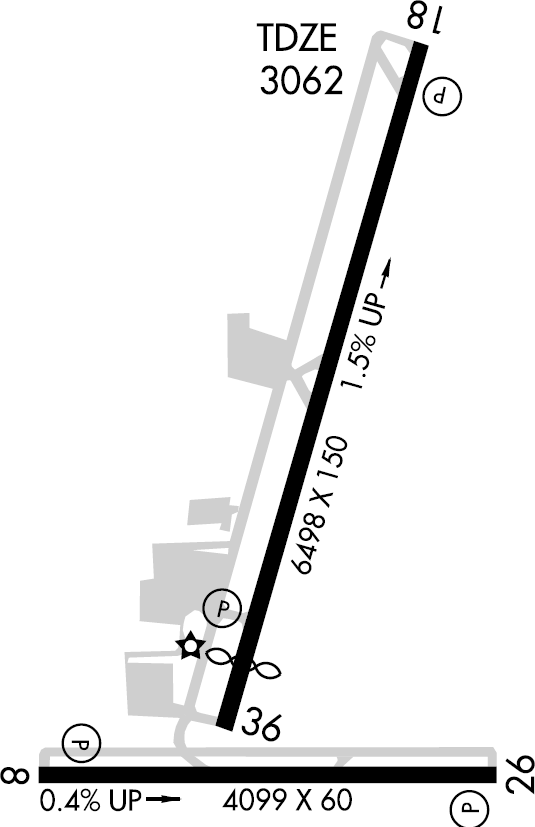
Схема FAA аэропорта

Аэропорт Апл-Валли (Эппл-Вэлли, англ. Apple Valley Airport), (ИАТА: APV, ИКАО: KAPV, FAA LID: APV) — государственный гражданский аэропорт, расположенный в 4,8 километрах к северу от Апл-Валли, округ Сан-Бернардино (Калифорния), США. Аэропорт главным образом обслуживает рейсы авиации общего назначения.

## Операционная деятельность
Аэропорт Апл-Валли расположен на высоте 933 метров над уровнем моря и эксплуатирует две взлётно-посадочные полосы:
- 18/36 размерами 1981 х 46 метров с асфальтовым покрытием;
- 8/26 размерами 1249 х 18 метров с асфальтовым покрытием.